# Edsbyn Red Farmers
Edsbyn Red Farmers är en Edsbyns IF:s supporterklubb. Den bildades den 17 september 1993 vid ett möte på Edsbyns Hotell, och kallades ursprungligen Edsbybandyns Supporterklubb, för att några år senare byta namn.
Edsbyn Red Farmers hade år 2007 cirka 1 200 medlemmar, vilket gjorde den till Sveriges största renodlade bandysupporterklubb. Edsbyn Red Farmers organiserar olika aktiviteter, till exempel bandyfrukostar och resor till bortamatcher.